# Mandevilla velame
Mandevilla velame är en oleanderväxtart som först beskrevs av A.St.-hil., och fick sitt nu gällande namn av Marcel Pichon. Mandevilla velame ingår i släktet Mandevilla och familjen oleanderväxter. Inga underarter finns listade i Catalogue of Life.